# Sandra Mason
Sandra Prunella Mason (Saint Philip, 17 januari 1949) is de eerste president van Barbados.

## Biografie
Mason studeerde rechten en werd in 1975 het eerste vrouwelijk lid van de Barbadiaanse balie. In de jaren negentig werkte ze geruime tijd voor de Verenigde Naties en de Caricom. Tussen 1992 en 1994 fungeerde ze ook als Barbadiaans ambassadeur in Brazilië, Chili, Colombia en Venezuela. Later zou ze ook het eerste vrouwelijk lid van het Barbadiaanse hooggerechtshof worden.
Begin 2018 werd Mason officieel benoemd als gouverneur-generaal van Barbados. In deze functie vertegenwoordigde ze koningin Elizabeth II in dier rol als staatshoofd van Barbados. In 2020 kondigde premier Mia Mottley aan dat het land zou worden omgevormd tot een republiek. Mason werd op gezamenlijke voordracht van de premier en de leider van de oppositie unaniem verkozen als eerste president van Barbados. Ze trad in functie op 30 november 2021, exact 55 jaar na het uitroepen van de onafhankelijkheid.